# Sielsowiet Bielica (obwód grodzieński)
Sielsowiet Bielica (biał. Беліцкі сельсавет, Bielicki sielsawiet; ros. Белицкий сельсовет) – sielsowiet na Białorusi, w obwodzie grodzieńskim, w rejonie lidzkim, z siedzibą w Bielicy.

## Demografia
Według spisu z 2009 sielsowiety Bielica i Piaskowce zamieszkiwało 2574 osób, w tym 1422 Białorusinów (55,24%), 1044 Polaków (40,56%), 60 Rosjan (2,33%), 27 Ukraińców (1,05%), 6 Tatarów (0,23%), 4 Litwinów (0,16%), 3 Lezginów (0,12%), 7 osób innych narodowości i 1 osoba, która nie podała żadnej narodowości.

## Geografia i transport
Sielsowiet położony jest na Poniemniu, w południowozachodniej części rejonu lidzkiego. Największą rzeką jest Niemen.
Przez sielsowiet przebiegają droga magistralna M11 i droga republikańska R141.

## Historia
26 września 2016 do sielsowietu Bielica włączono wszystkie 11 miejscowości z likwidowanego sielsowiet Piaskowce. 1 grudnia 2019 z sielsowietu Bielica odłączono wieś Korytnica, która jako jedyna leżała na lewym brzegu Niemna i przyłączono ją do rejonu zdzięcielskiego

## Miejscowości
- agromiasteczka:
  - Bielica
  - Łajkowszczyzna
  - Piaskowce
- wsie:

| - - Andrusowszczyzna - Bielowce - Bojary Smołockie - Buciły - Chutar Zblany - Czaplewszczyzna - Czechowszczyzna - Hruszaunik - Jamonty | - - Klukowicze - Krasna - Krzywicze - Łoziany - Mociewicze - Mostowlany - Osowo - Pacuki - Piszczowce | - - Poniemuńce - Porzecze - Sidorowce - Stoki - Szawdzinie - Toboła - Tosino - Wangi - Zblany |